# Białka opiekuńcze

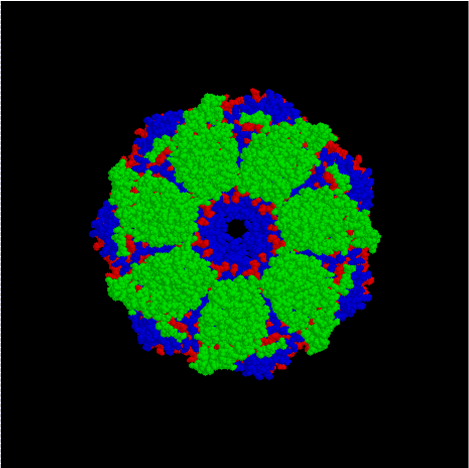
Model kompleksu GroEL/GroES (Hsp60)

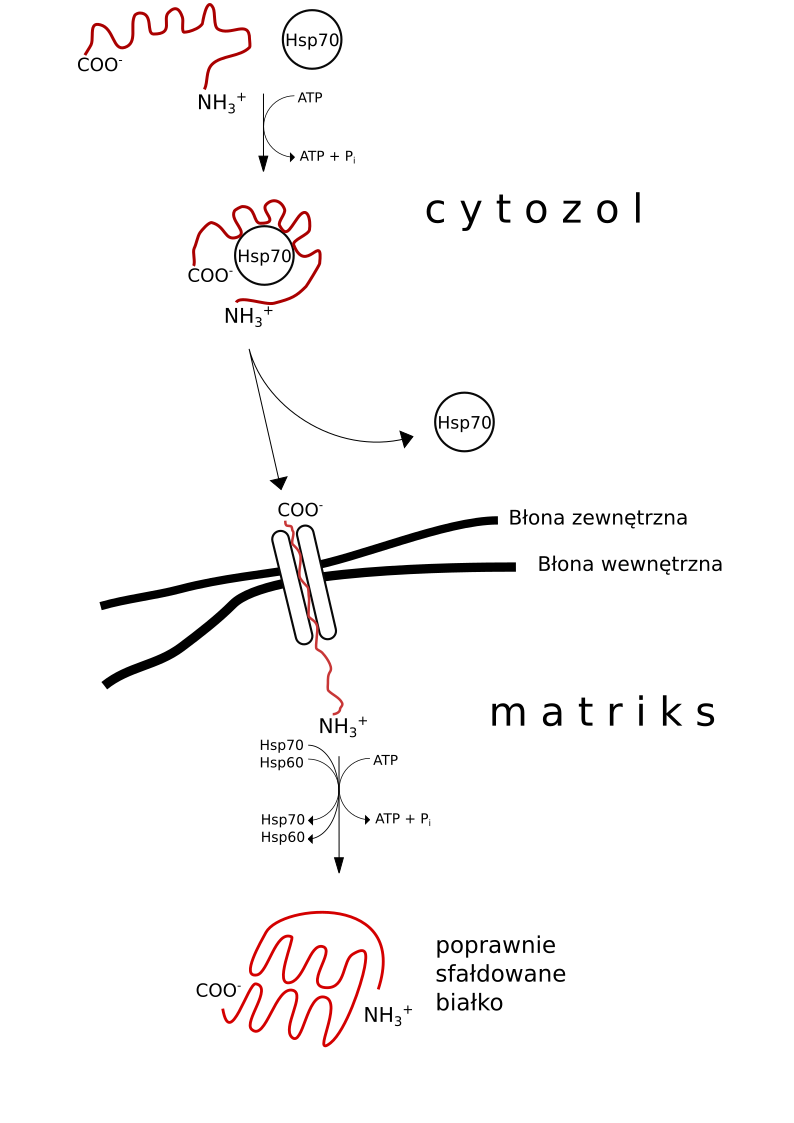
rys. 1 – schemat transportu białek jądrowych przez błony mitochondrialne przy udziale chaperonów Hsp60 i Hsp70

Białka opiekuńcze (z ang. chaperone, pol. szaperon albo czaperon) – białka odpowiedzialne za prawidłowe zwijanie się innych białek do najkorzystniejszej energetycznie
konformacji. Ich istotną rolą w komórce jest także rozfałdowanie i ponowne sfałdowanie białka przy transporcie kodowanych jądrowo białek przez błony plastydów oraz mitochondriów. Zalicza się do nich również białka szoku cieplnego (hsp).

## Klasy chaperonów
- Hsp70 – monomeryczne białko o masie ok. 70kDa, silnie konserwowane ewolucyjnie zarówno u organizmów prokariotycznych, jak i eukariotycznych, działa w kooperacji z Hsp40 (ko-chaperon) oraz innymi białkami. Jego działanie jest zależne od energii pochodzącej z hydrolizy ATP. Odpowiada za prawidłowy przebieg fałdowania białek, odwracanie ich denaturacji i agregacji oraz przy transporcie przez błony[3]. Często działa kotranslacyjnie (równocześnie z translacją)
- Hsp60 (chaperoniny) – duże, „baryłkowate” kompleksy białkowe o masie 800-900 kDa. Tworzą swoistą klatkę która zapewnia białkom optymalne warunki do fałdowania. W trakcie zmian konformacyjnych wyindukowanych hydrolizą ATP, wnętrze „baryłki” (GroEL) zmienia swoje środowisko na coraz bardziej hydrofobowe, co stymuluje ukrywanie reszt hydrofilowych wewnątrz błędnie sfałdowanego białka, prowadząc do przyjęcia przez nie prawidłowej struktury. U bakterii kooperują z Hsp10 (GroES) – białkiem działającym jak przykrywka całej struktury. Wyróżnia się wśród Hsp 60 dwie podklasy I i II
- Hsp90 – najszerzej rozpowszechnione białka opiekuńcze, wspomagają funkcje Hsp70, działając w późniejszych etapach fałdowania. Posiadają wiele ko-chaperonów. W przeciwieństwie do innych klas pełnią też funkcję regulacyjną aktywując lub stabilizując pofałdowane białka. Ich działanie jest zależne od hydrolizy ATP
- TF (trigger factor) – ATP-niezależny, współpracuje z rybosomami bakteryjnymi, wspomagając wczesne etapy fałdowania.

## Udział chaperonów w transporcie przez błony
Białka pochodzenia jądrowego, przez błony mitochondriów czy plastydów przechodzą w formie liniowej (rozfałdowanej). Zarówno po stronie cytoplazmy komórki, jak i organellum, aktywnie w całym procesie uczestniczą chaperony podklas Hsp60 i Hsp70 (rys. 1) – najpierw częściowo pofałdowane białko jest rozfałdowywane przez Hsp70, a po przejściu przez kanał w błonie organellum przy udziale zarówno Hsp60, jak i Hsp70 jest ponownie zwijane do ostatecznej, dojrzałej konformacji. W całym procesie uczestniczą również peptydy sygnałowe oraz inne białka błonowe (por. mitochondrium).